# Morris Fisher
Morris Fisher (n. 4 mai 1890, Youngstown⁠(d), Ohio, SUA – d. 23 mai 1968, Hawaii, SUA) a fost un trăgător de tir ce a reprezentat Statele Unite ale Americii, medaliat olimpic. A participat la 2 ediții ale Jocurilor Olimpice (1920, 1924) în care a câștigat 5 medalii de aur.